# Mock Orange
Mock Orange — американський інді-рок гурт з Евансвілла, Індіана. Гурт заснований у 1993 році, але став відомим лише у 1998 році, завдяки альбому Nines & Sixes.
Гурт Mock Orange поважають за унікальне звучання та плідну творчість.

## Огляд
У 1995 році гурт Mock Orange випустив дебютний альбом Open Sunday на лейблі Minus 7. В 1997 році з'явився однойменний альбом, Mock Orange, який вийшов на тому ж лейблі, Minus 7. У 1998 році гурт випустив альбом «Nines & Sixes» на лейблі Lobster Records. Альбом зробив гурт відомим на національній сцені, отримав схвальні відгуки у пресі, і потрапив у чарт CMJ Top 60 college radio.
У 2000 році гурт випустив альбом «The Record Play», спродюсований Марком Тромбіно (Mark Trombino), який також продюсував такі гурти, як Pinback, Jimmy Eat World та багатьох інших. Альбом збільшив аудиторію шанувальників гурту Mock Orange.
Попри цей ранній успіх, на гурт чекали випробування. У 2002 році, відразу після випуску мініальбому The First EP, Джордж Лукас подав позов до суду на лейбл гурту, Dead Droid Records, за порушення авторських прав. Позов призвів до розпаду лейбла Dead Droid Records. Гурт Mock Orange почав шукати новий лейбл.

Однак мініальбом The First EP був кроком вперед, створивши нове звучання, яке містило більш різноманітні ритми, тонку лірику та незграбні гітари. Результат був цілком природним для гурту, який зростав на альбомах «Soft Bulletin», гурту The Flaming Lips, та «Slanted and Enchanted», гурту Pavement. 

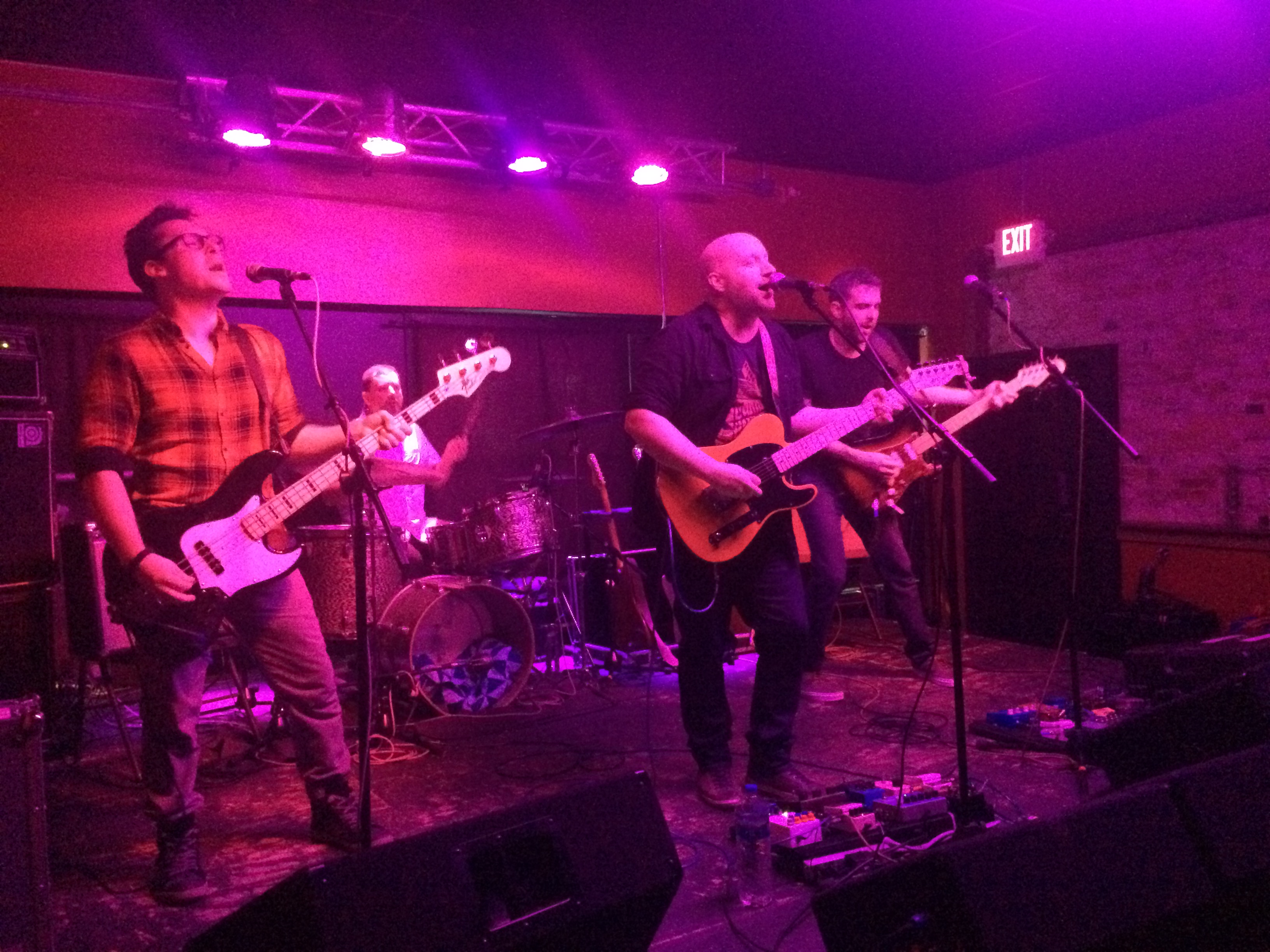
Виступ Mock Orange 10 серпня 2016 року в барі Bishop у Блумінгтоні, Індіана.

Готовий досліджувати цей новий напрямок, гурт Mock Orange повернувся до студії і записав альбом Mind is Not Brain, продюсером був Джеймс Роббінс, який продюсував такі гурти, як Dismemberment Plan, The Promise Ring та багато інших. Альбом вразив критиків, змусивши Alternative Press назвати його «одним з найкращих альбомів, який доводилось чути останнім часом».
Гурт також отримав нових відданих шанувальників, коли вирушив у подорож, невпинно гастролюючи трьома континентами, виступаючи разом із такими гуртами, як Rogue Wave, Ted Leo та Minus the Bear. Далі будуть виступи наживо на MTV2, пісні гурту звучатимуть в серіалах CSI Miami, MTV's Real World і ESPN.
9 вересня 2008 року гурт випустив альбом Captain Love на лейблі Wednesday Records. Альбом записували майже рік в Нешвіллі, штат Теннессі, з продюсером Джеремі Фергюсоном (Jeremy Ferguson), який також продюсував таких виконавців, як Be Your Own Pet, Josh Rouse. Альбом Captain Love — витончений, амбітний, вражаючий, і виглядає, як продовження попереднього альбому, Mind Is Not Brain.
Гурт Mock Orange також здобув значну кількість прихильників у Японії, п'ять разів об'їздивши країну разом з японським гуртом The Band Apart.
У 2006 році гурт Mock Orange випустив спліт Daniels EP, розділений з гуртом The Band Apart, на лейблі Asian Gothic.
У 2006 році відбулись гастролі гурту у Німеччині, Іспанії, Франції та Швейцарії. Британську частину туру було скасовано після того, як в Іспанії зламали фургон гурту.
У 2011 році гурт випустив повноформатний альбом Disguised As Ghosts на лейблі Wednesday Records. Альбом був записаний басистом Заком Грейсом при участі продюсера Джеремі Фергюсона. Альбом вийшов як на CD, так і на вінілі.
У 2016 році гурт підписав контракт з лейблом Topshelf Records (Brid, The Jazz June), щоб випустити наступний альбом. Алан Дучес (Alan Douches) був залучений для мастерингу альбому наприкінці березня. Вихід альбому Put The Kid On The Sleepy Horse заплановано на 20 травня 2016 року.

## Учасники гурту
Поточні
- Раян Грішем (Ryan Grisham) — гітара, вокал (1993–тепер)
- Хіт Метцгер (Heath Metzger) — барабани (1993–тепер)
- Зак Грейс (Zach Grace) — бас-гітара, бек-вокал (2002–тепер)
- Метт МакГаєр (Matt McGuyer) — гітара, бек-вокал (2021–тепер)

Колишні
- Джо Ашер (Joe Asher) — гітара, бек-вокал (1993—2021)
- Брендон Чаппел (Brandon Chappell) — бас (1993—2002)

## Дискографія

### Альбоми
- Open Sunday (1995, Minus 7)
- Mock Orange (1997, Minus 7)
- Nines & Sixes (1998, Lobster Records)
- The Record Play (2000, Lobster Records)
- Mind is Not Brain (2004, Silverthree)
- Captain Love (2008, Wednesday Records)
- Disguised as Ghosts (2011, Wednesday Records)
- Put the Kid On the Sleepy Horse (2016, Topshelf Records)

### Концертні альбоми
- Live in Brooklyn (2009, Wednesday Records)

### Мініальбоми та спліти
- The First EP (2002, Dead Droid Records)
- Daniels EP (2006, Asian Gothic)
- Daniels EP 2 (2016, Asian Gothic)
- The Bridge EP (2020, Bedfire Records)

### Сингли
- Mock Orange/The Borgo Pass (1999, Northern Lights)

### Збірники
- Lobster Records: Greetings (2001, Lobster Records)
- Firework Anatomy (2001, Engineer Records)
- Not One Light Red: A Desert Extended (2002, Sunset Alliance)
- Rock Music: A Tribute to Weezer (2002, Dead Droid Records)
- Gems (2006, Lobster Records)
- Грати (2007, Desoto Records)

## Саундтреки
- Tony Hawk's Gigantic SkatePark Tour 2002 — «We Work», «Growing Crooked» 2002
- Scott Baio Is 45…and Single — «Mind is not Brain», «Old Man», «Oh My God», and «Birds»
- Bella — Metanoia Films — «East Side Song» appears in the trailer of the movie 2006
- CSI: Miami — «All You Have», «Drinking Song» and «We Work»
- LEVI's BMX Clip of the Week — «Lila» and "Smile On
- Maloof Money Cup, NBC — «Song in D» and «Supergang»
- 16 and Pregnant MTV — «I Keep Saying So Long» 2009
- Raising The Bar TNT — «Captain Love» 2009
- Greek, ABC Family — «Smile On»
- MTV's Made — «Drinking Song»
- Vh1's Free Radio — «Smile On»
- Viva La Bam — Five Songs
- MTV's College Life — Seven Songs
- MTV's Maui Fever — Six Songs
- MTV's There and Back — Three Songs
- MTV's Real World
- Fox Sports
- ESPN2
- Past Life Warner Bros.
- The Vicious Kind Movie trailer — «Song in D» 72nd Street Productions

## Конкурси
- Конкурс Mt. Dew Break Out Contest MTV2 — живе виконання, друге місце
- Міжнародний конкурс авторів пісень — посів перше місце в категорії «Рок».